# Тарасов, Кирилл Фёдорович
Кирилл Фёдорович Тарасов (19 октября 1973 — 23 октября 1991, Москва) — советский хоккеист, защитник. Мастер спорта СССР.

## Биография
Воспитанник воскресенского «Химика», сезон 1988/89 провёл в ЦСКА. В следующем сезоне дебютировал в чемпионате СССР в составе «Химика». Также играл во второй лиге за «Вятич» Рязань.
Серебряный призёр чемпионата Европы среди юниорских команд 1991.
В октябре 1991 года попал в автоаварию. Виновник аварии, бывший за рулём одноклубник Вячеслав Козлов, восстанавливался четыре месяца и уже в марте дебютировал в НХЛ. Тарасов же скончался через несколько дней.